# Женская сборная Канады по хоккею с мячом
Женская сборная Канады по хоккею с мячом — представляет Канаду на международных соревнованиях по хоккею с мячом среди женщин.
Принимала участие в чемпионатах мира среди женщин с 2006 года (не участвовала в чемпионатах после 2016 года).
Четырижды уступала в матче за 3-е место (2007 (по 12-метровым), 2010, 2012, 2016 (в овертайме)).

## Статистика выступлений на чемпионатах мира
| Год  | Место (участников) |
| ---- | ------------------ |
| 2006 | 6-е место (6       |
| 2007 | 4-е место (7)      |
| 2008 | 5-е место (7)      |
| 2010 | 4-е место (6)      |
| 2012 | 4-е место (6)      |
| 2014 | 5-е место (6)      |
| 2016 | 4-е место (5)      |